# Положение об управлении Русской православной церкви
Положение об управлении Русской православной церковью — основной документ, регламентировавший деятельность Русской православной церкви в период с 1945 по 1988 годы.

## История
Патриарх Сергий вскоре по избрании озаботился разработкой документа по управлению Русской православной церковью. 28 октября 1943 года архиепископ Григорий (Чуков) направил председателю Совета по делам Православной Церкви при СНК СССР разработанный Священным Синодом при Патриархе проект «Основных положений управления Русской Православной Патриаршей Церкви» из 13-ти пунктов. Данный рабочий проект имел своей целью «установить желательный строй взаимоотношений в деятельности всех органов, входящих в систему управления Русской Православной Патриаршей Церкви». В целом проект «Основных положений управления Русской Православной Патриаршей Церкви» 1943 года преследовал цель юридически закрепить сложившийся к 1943 году строй высшего церковного управления. Несмотря на ряд устаревших норм, неполноту, а часто и пробелы, проект «Основных положений» 1943 года явился одним из важных этапов подготовки к разработке положения «Об управлении Русской Православной Церкви» 1945 года. Этот документ не был утверждён, однако он стал промежуточным звеном на пути к разработке «Положения об управлении Русской Православной Церкви».
После смерти Патриарха Сергия выработка «Положения…» продолжилась. Положение должно было заменить большую часть определений Поместного Собора 1917—1918 года по организации церковной власти, поскольку они не могли применяться ввиду их противоречий действовавшему советскому законодательству. Архиерейский собор, состоявшийся в ноябре 1944 года принял разработанный и согласованный с Советом по делам Русской православной церкви проект краткого Положения об управлении Русской православной церкви. Окончательно Положение должен был утвердить Поместный собор.
28 января 1945 года, за 3 дня до рассмотрения проекта Положения об управлении РПЦ на Поместном Соборе, этот документ уже был утверждён постановлением № 162 Совета народных комиссаров СССР. Внесение каких-либо изменений в его текст, таким образом, фактически становилось невозможным. Несмотря на утверждение СНК СССР «Положения…», Русская православная церковь по-прежнему не имела в стране правового статуса, поскольку постановление «О религиозных объединениях» 1929 года рассматривало в качестве таковых лишь местные общины верующих. Чтобы подвести правовое основание под деятельность религиозных организаций в изменившихся условиях, государственными властями во время войны были приняты не подлежавшие оглашению ведомственные инструкции и постановления правительства, которые, однако, не могли заменить полноценный закон. Хотя Совет по делам православной церкви направил в правительство своё заключение о необходимости принятия нового законодательства по религиозной политике, поскольку постановление «О религиозных объединениях» устарело, разработанный в начале 1944 года законопроект «О положении церкви в СССР» остался не утверждённым высшим советским руководством.
31 января 1945 года в Москве открылся Поместный собор. На том же заседании был рассмотрен проект Положения об управлении Русской православной церкви, который зачитал собранию архиепископ Псковский Григорий (Чуков). Тем не менее на заседании Собора были объявлены прения, и несколько делегатов выразили желание высказаться о проекте. Этим правом воспользовались: епископ Кировоградский Сергий (Ларин), протоиерей Николай Концевич, ректор Московского Богословского института профессор-протоиерей Тихон Попов, профессор Г. П. Георгиевский, епископ Иона (Орлов). Проект «Положения» об управлении РПЦ был поставлен на голосование и принят единогласно членами Поместного собора.
Данный документ из-за своей фрагментарности, неполноты и краткости многими воспринимался в качестве временного, который вскоре должны были заменить на постоянный устав, что произошло, однако, только на поместном соборе 1988 года.

## Содержание и отличия от решений Собора 1917—1918 годов
Состоявшее из 48 пунктов «Положение» должно было заменить определения Поместного Собора 1917—1918 годов. Положение именовало Поместную православную церковь, возглавляемую патриархом Московским, не «Российской», а «Русской».
В сравнении с «Определением об епархиальном управлении» Собора 1917—1918 годов «Положение…» усиливало иерархичность церковного управления, были увеличены полномочия патриарха, епархиальных архиереев и настоятелей приходов. Высшая власть в области вероучения и церковного управления — законодательная, административная, судебная — закреплялась, согласно Положению, за периодически собираемым поместным собором в составе епископов, клириков и мирян. Сроки созыва поместных соборов Положением не регламентировались; указывалось, что Поместный Собор созывается патриархом, когда требуется услышать голос клира и мирян и имеется внешняя возможность к его созыву с разрешения Правительства СССР. Также патриарх с разрешения Правительства СССР мог созвать «Собор Преосвященных Архиереев» (Архиерейский Собор) для разрешения назревших важных церковных вопросов. В случае смерти патриарха местоблюститель Патриаршего престола не избирался, а им становился после кончины патриарха старший по хиротонии постоянный член Синода. Собор для выборов нового патриарха, согласно Положению, должен быть созван не позднее 6 месяцев по освобождении Патриаршего престола. В Положении не уточнялся состав избирательного Собора: он мог быть как Поместным, так и Архиерейским.
В «Положении…» ничего не говорится о ряде прав и обязанностей Патриарха, возложенных на него церковными канонами как на первого епископа Поместной Церкви, содержащихся в определении «О правах и обязанностях Святейшего Патриарха Московского и всея России» от 8 декабря 1917 года (об обязанности предоставлять Собору отчёт о состоянии Церкви за межсоборном время, о долге печалования перед государственной властью, о праве надзора за всеми учреждениями высшего церковного управления, о праве посещения епархий, о праве принимать жалобы на архиереев, о праве помилования или смягчения церковных наказаний, о правомочии на освящение святого мира и другое), что в большей части нашло закрепление в «Уставе об управлении Русской Православной Церкви» 1988 года. Умалчивает «Положение…» 1945 года о подсудности Патриарха и о процедуре судопроизводства над ним, чему был посвящен ряд статей определения «О правах и обязанностях Святейшего Патриарха Московского и всея России» от 8 декабря 1917 года.
Положением определялся состав Священного синода: председатель — патриарх, постоянные члены — митрополиты Киевский, Ленинградский и Крутицкий, и 3 временных члена, которые вызываются поочередно на полугодовую сессию согласно списку архиереев по старшинству. При Синоде могли быть организованы отделы для заведования отдельными отраслями церковного управления.
Епархиальные архиереи назначались указами патриарха и управляли епархиями, границы которых совпадали с гражданскими административными границами (областей, краёв и республик), или единолично, или при содействии епархиального совета. Епархиальный совет в составе 3-5 человек в пресвитерском сане образовывался по усмотрению епархиального архиерея. Существования предусматриваемого определением об епархиальном управлении 1918 года выборного епархиального собрания Положение 1945 года не предполагало, также в нём ничего не говорилось о выборности благочинного, благочиннических собраниях и благочиннических советах.
Особенно детально в Положении 1945 года разбиралась организация прихода, поскольку именно приходская деятельность была наиболее норматизирована советским законодательством, рассматривавшим Церковь как совокупность местных общин. Положение вынуждено было повторять нормы основополагающего советского закона в религиозной сфере — постановления ВЦИК и СНК РСФСР о религиозных объединениях 1929 года, дополняя их собственными установлениями, касающимися прежде всего приходского духовенства. Настоятель прихода ставился во главе приходского собрания, являясь председателем и приходского собрания, и приходского совета. Назначался он архиереем и был ответственным перед ним, что давало настоятелю широкие полномочия и большую самостоятельность в отношениях с коллегиальными органами приходского управления. На настоятеля возлагалось попечение не только о религиозно-нравственной жизни общины, но и о её хозяйственной деятельности, ответственность за правомерный расход приходских средств.

## Внесение изменений в 1961 году
31 марта 1961 года в период хрущёвской антирелигиозной кампании в Совет по делам РПЦ были приглашены Патриарх Алексий I и находившиеся в Москве постоянные члены Синода Крутицкий митрополит Питирим (Свиридов), архиепископ Тульский Пимен (Извеков) и епископ Ярославский Никодим (Ротов). Председатель Совета по делам РПЦ В. А. Куроедов предложил архипастырям провести коренную реформу приходского управления, передав управление приходскими общинами от настоятеля «исполнительному органу», в который не должны входить клирики храма. 17 апреля 1961 года в Совете по делам РПЦ состоялась ещё одна встреча по тому же вопросу. В дневнике Патриарха Алексия I за 1961 года сохранилось краткое описание этой беседы: «Довольно бурное объяснение по поводу требования внести изменения в Положение об управлении Русской Православной Церкви ввиду сообщения, что Правительство обратило внимание на несоответствие некоторых пунктов Положения с параграфами Положения о церковных общинах от 8 апреля 1929 года. Мы выработали текст предложения на месте, не изменяя текста Положения, а только уточняя, согласно законам о Церкви, обязанности и права исполнительного органа приходов».
18 апреля 1961 года было подготовлено постановление Священного синода, в котором разграничивались обязанности клира и настоятеля прихода, с одной стороны, и исполнительных органов — с другой. Настоятелю и клиру вменялось в обязанность сосредоточить своё внимание на духовном руководстве приходом и на богослужении; клирики освобождались от участия в хозяйственно-финансовой деятельности, которая полностью возлагалась на исполнительный орган прихода, который нёс ответственность перед гражданской властью за сохранность здания и имущества храма. Постановление Священного Синода незамедлительно стало проводиться в жизнь под жёстким контролем уполномоченных Совета по делам Русской православной церкви, что вызвало тревогу епископов. Своё несогласие со столь радикальной реформой приходского управления высказали архиепископ Ташкентский Ермоген (Голубев), временно уволенный от управления епархией, архиепископ Винницкий Симон (Ивановский), архиепископ Симферопольский Лука (Войно-Ясенецкий), епископ Новосибирский Донат (Щёголев) и епископ Черниговский Андрей (Сухенко). Несогласие с решением Синода РПЦ выражали не только архиереи в СССР, но и зарубежные православные епископы. Патриарх Болгарский Кирилл в послании Патриарху Алексию I, в частности, писал, что Синод не имеет полномочий принимать такие решения.
В этих условиях под жёстким контролем Совета по делам Русской православной церкви и в обстановке секретности начась подготовка архиерейского собора, призванного, по замыслу государственной власти, утвердить решение Синода. Для многих участников Собора его открытие явилось неожиданностью, так как архиереи были приглашены в лавру на празднование памяти преподобного Сергия Радонежского. Тех епископов, от кого можно было ожидать возражений, на Собор не пригласили. Архиепископ Ермоген (Голубев), явившийся без приглашения, не был допущен на заседание как не управляющий кафедрой. Во вступительной речи Патриарх затронул в первую очередь затронул реформу приходского управления, которая предусматривала разграничение «обязанностей клира приходского, в частности настоятелей, и исполнительных органов». Он в частности сказал: «Такое разграничение обязанностей находит своё оправдание в известном из книги Деяний святых апостолов апостольском решении служителям Церкви пребывать в молитве и служении слова, а заботу о столах (хозяйстве) передать избранным из среды церковной лицам (Деян 6. 2-3)». Патриарх упомянул о том, что с постановлением Синода об устранении духовенства из двадцаток и приходских советов открыто не согласились некоторые из действующих архиереев. Они настаивали на том, что реформа приходского управления противоречит «Положению об управлении Русской Православной Церкви», принятому Поместным собором 1945 года, Архиерейский же Собор, согласно все тому же «Положению…», являлся инстанцией нижестоящей по отношению к Поместному Собору. Этими возражениями прикрывались более серьёзные опасения, которые не могли быть высказаны в открытой форме. В своём выступлении Патриарх Алексий I отметил, что «умный настоятель, благоговейный совершитель богослужений и, что весьма важно, человек безукоризненной жизни всегда сумеет сохранить свой авторитет в приходе. И будут прислушиваться к его мнению, а он будет спокоен, что заботы хозяйственные уже не лежат на нем и что он может всецело отдаться духовному руководству своих пасомых».
Доклад о реформе приходского управления сделал новый постоянный член Священного Синода архиепископ Тульский Пимен (Извеков), приведя доводы в пользу реформы, ранее использованные В. А. Куроедовым в беседе с Патриархом и членами Священного Синода. Все епископы, участвовавшие в обсуждении этой темы — митрополиты Крутицкий Питирим (Свиридов), митрополиты Одесский Борис (Вик), архиепископ Минский Варлаам (Борисевич), архиепископ Саратовский Палладий (Шерстенников), архиепископ Кишинёвский Нектарий (Григорьев), — поддержали внесение изменений в «Положение об управлении Русской Православной Церкви», подчеркнув, что освобождение настоятеля от административно-хозяйственных обязанностей даст ему больше времени и возможностей для того, чтобы сосредоточиться на главном — на духовном окормлении паствы. По результатам обсуждения Архиерейский собор одобрил изменения, касающиеся четвёртого раздела («О приходах») «Положения об управлении Русской Православной Церкви», и утвердил журнальное постановление Священного Синода от 18 апреля 1961 года о мерах по улучшению существующего строя приходской жизни и по приведению его в соответствие с гражданским законодательством «О религиозных объединениях» в СССР.
16 марта 1961 года Священный Синод постановил включить в число своих постоянных членов управляющего делами Московской патриархии и председателя отдела внешних церковных сношений, эти должности теперь должны были замещаться лицами в архиерейском сане. По докладу митрополита Крутицкого Питирима (Свиридова) Архиерейский собор утвердил это постановление и внёс соответствующие изменения в пп. 18 и 19 «Положения об управлении Русской Православной Церкви».